# Saharat Panmarchya
Saharat Panmarchya (thailändisch สหรัฐ ปั๋นมัชยา, * 3. Juli 1998), auch als Owen bekannt, ist ein thailändischer Fußballspieler.

## Karriere
Saharat Panmarchya stand bis Mitte 2018 bei Air Force Central unter Vertrag. Der Verein aus Bangkok spielte in der ersten Liga des Landes, der Thai League. Für die Air Force absolvierte er 2018 zwei Erstligaspiele. Die Rückserie 2018 spielte er beim Ligakonkurrenten PT Prachuap FC in Prachuap. Anfang 2019 verpflichtete ihn der Zweitligist Samut Sakhon FC aus Samut Sakhon. Nach einer Saison nahm ihn Anfang 2020 der in der dritten Liga, der Thai League 3, spielende Muangkan United FC aus Kanchanaburi unter Vertrag. Mit Muangkan spielte er in der Western Region. Am Ende der Saison wurde er mit dem Verein Meister der Region. In den Aufstiegsspielen zur zweiten Liga wurde belegte man den zweiten Platz und stieg somit in die zweite Liga auf. Nach dem Aufstieg verließ er den Verein und schloss sich seinem ehemaligen Verein, dem Erstligisten PT Prachuap FC, an. Am 29. Mai 2022 stand er mit PT im Finale des Thai League Cup. Hier unterlag man im BG Stadium Buriram United mit 4:0. Nach insgesamt 16 Ligaspielen wechselte er im Sommer zum Erstligaabsteiger Lampang FC. Für den Verein aus Lampang bestritt er 57 Ligaspiele. Hierbei erzielte er drei Treffer. Im Sommer 2025 wurde sein Vertrag nicht verlängert.

## Erfolge
Muangkan United FC
- Thai League 3 – West: 2020/21
- Thai League 3 – National Championship: 2020/21 (2. Platz)  ▲

PT Prachuap FC
- Thailändischer Ligapokalfinalist: 2021/22